# Арнуванда I
Арнуванда I (Ar-nu/ma[-u/u̯]-an-da[-an]) — царь Хеттского царства, правил приблизительно в 1440—1420 годах до н. э. Зять и преемник Тудхалии II.
Женой Арнуванды I была Ашмуникаль, дочь Тутхалияса II и Никаль-Мати. Ашмуникаль пользовалась большим влиянием в государстве.
При Арнуванде I цари Митанни отобрали у хеттов Сирию и Киццуватну.
На западе Арнуванда I воевал с государствами Лукка и Арцава. С царём последней по имени Купанта-Инарас заключил договор о мире. Хеттам неохотно, но пришлось вмешаться, когда военачальник из Аххиявы Аттарсия сверг хеттского вассала, царя Арцавы Маддувату. 
На севере и северо-востоке большой урон хеттам наносили набеги племен каска, с которыми Арнуванда I вёл тяжелую и, похоже, не всегда удачную многолетнюю войну.
Источники: «Анналы Арнуванды I»; международные договоры Арнуванды I с каска; религиозные тексты времени правления Арнуванды I.